# Geelkop-smalboktor
De geelkop-smalboktor (Pedostrangalia revestita) is een keversoort uit de familie van de boktorren (Cerambycidae). De wetenschappelijke naam van de soort werd gepubliceerd in 1767 door Linnaeus.